# Березово (Нерчинський район)
Бере́зово (рос. Берёзово) — село у складі Нерчинського району Забайкальського краю, Росія. Входить до складу Знаменського сільського поселення.

## Населення
Населення — 264 особи (2010; 337 у 2002).
Національний склад (станом на 2002 рік):
- росіяни — 100 %